# Репарата

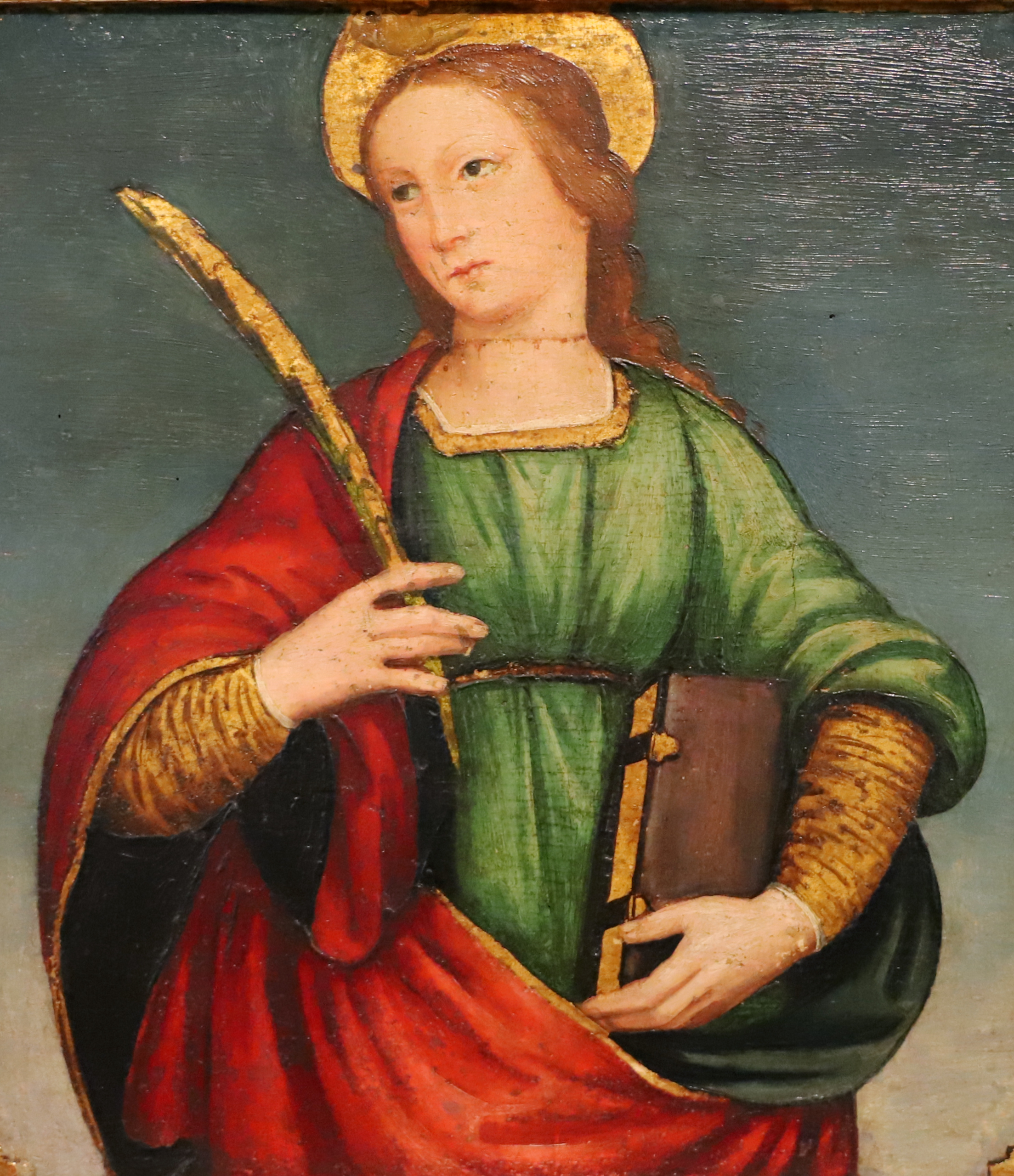

Репарата (249 или 251) — мученица из Кесарии Палестинской. Святая Католической церкви, день памяти — 8 октября.
По преданию святая Репарата (итал. Santa Reparata, фр. Sainte Réparate) была схвачена за исповедание Христовой веры, когда ей было всего двенадцать лет. Отказавшись отречься от Христа, святая дева была брошена в печь, но вышла оттуда невредимой. После этого святой Репарате отрубили голову, и душа её в виде голубя взлетела на небо 
Имеются предания, согласно которым её тело было положено в лодку, которая дуновением ангелов была приведена в Ниццу, в бухту, известную ныне как Бухта Ангелов (Baie des Anges). Сходное предание касается житий святой Реституты, святой Девоты (Devota), покровительницы Монако и Корсики, и святого Трофима.

## Почитание
До IX века, покуда не появился мартиролог святого Беды Достопочтенного, письменных свидетельств о её почитании известно не было . Она также не упоминается Евсевием Кесарийским .
Почитание святой Репараты было широко распространено в Европе в Средние века, особенно в Италии, в частности, во Флоренции, Атри, Неаполе и Кьети. Её изображали многие художники, включая Фра Бартоломео, Арнольфо ди Камбио .
Святая Репарата — покровительница Ниццы и сопокровительница Флоренции вместе со святым Зиновием (Zenobius). Ей посвящены церковь Санта-Репарата во Флоренции (не сохранилась, на её фундаменте построен кафедральный собор Санта-Мария-дель-Фьоре) и собор святой Репараты (Ницца) (Sainte-Réparate Cathedral, Nice) в Ницце.